# 亚历克西·阿金萨
亚历克西·阿金萨（法語：Alexis Ajinça，法語發音：[alɛksi aʒɛ̃sa]；1988年5月6日—），法国职业篮球运动员。他在2008年的NBA选秀中第1轮第20顺位被夏洛特黃蜂选中。